# Vlag van Graven
De vlag van Graven is op 16 maart 1999 bij raadsbesluit vastgesteld als de vlag van de Waals-Brabantse gemeente Graven. De vlag kan als volgt worden beschreven:
Zes even lange banen van rood en van wit.
De vlag werd pas op 15 juli 2003 bevestigd door de Franse Gemeenschapsregering. De kleuren van de vlag zijn afkomstig op het gemeentewapen. De vlag is gelijk aan het gedraaide wapenschild van de voormalige heren van Grave.